# Kotorac
Kotorac (cyr. Которац) – wieś w Czarnogórze, w gminie Pljevlja. W 2011 roku liczyła 16 mieszkańców.